# Henri Savale
Pour les articles homonymes, voir Savale.

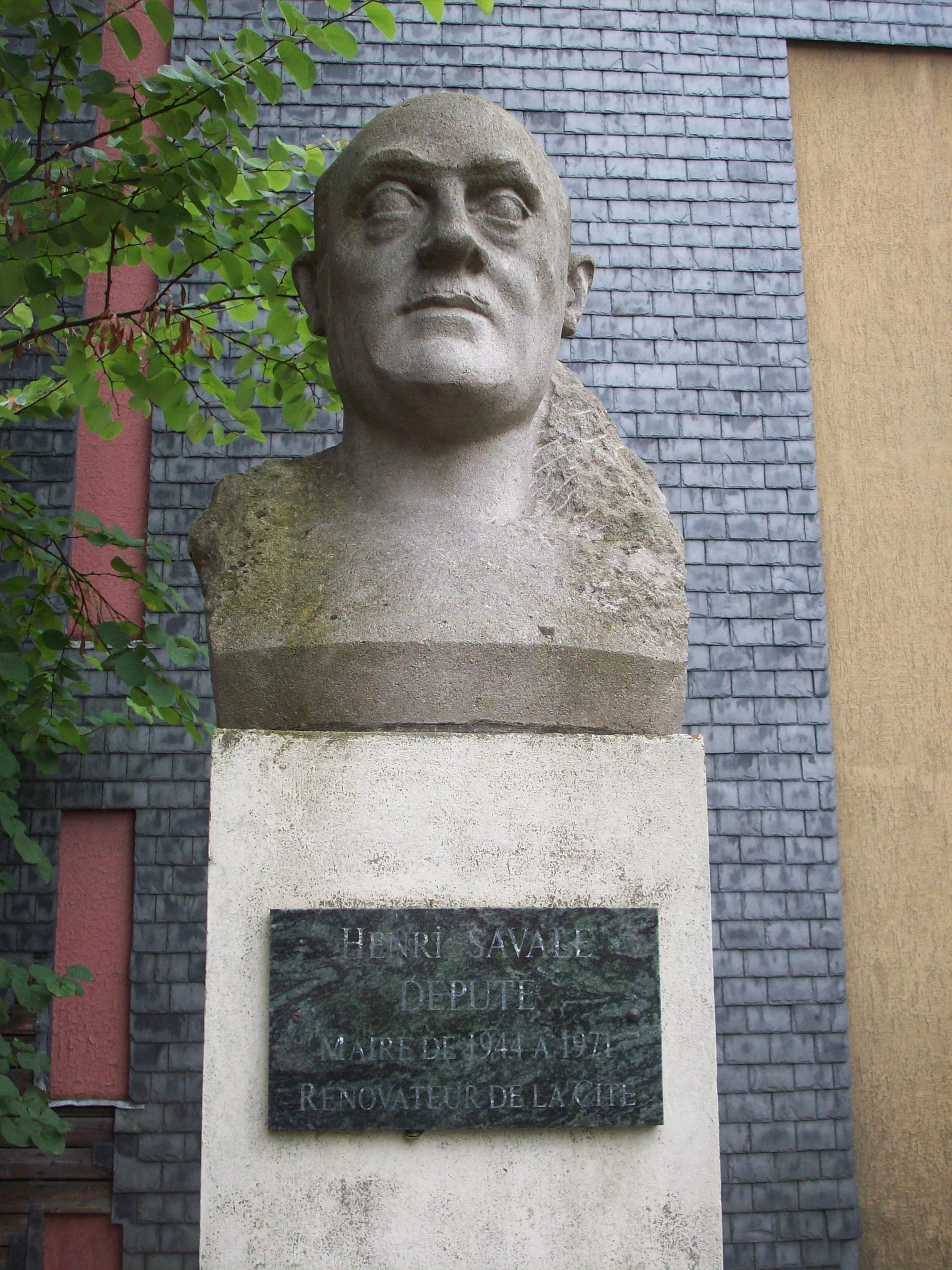
Buste d'Henri Louis Victor Savale, député-maire de Darnétal.

Henri Savale, né le 20 janvier 1896 à Darnétal et mort le 18 juillet 1971 à Rouen, est un homme politique français, député de Seine-Maritime.

## Biographie
Pendant la Première Guerre mondiale, il est incorporé en 1915 au 72e régiment d'infanterie puis passe au 128e régiment d'infanterie, au 147e régiment d'infanterie et au 8e régiment du génie. Il est démobilisé en septembre 1919.
Comptable à l'Hospice général de Rouen, il est domicilié au no 12 rue de la République à Rouen dans les années 1930. Il est maire de Darnétal, sa ville natale, de 1945 à 1971 et conseiller général du canton de Darnétal de 1945 à 1949 et de 1965 à 1971.
En 1952, il est élu député radical-socialiste de Seine-Inférieure lors d'une élection partielle, afin de succéder à Georges Heuillard décédé quelques semaines plus tôt, et le demeurera jusqu'en 1955.
Résistant actif pendant la Seconde Guerre mondiale, il reçoit à ce titre la médaille de la Résistance et est fait chevalier de la Légion d'honneur en 1949.

## Distinctions
- Chevalier de la Légion d'honneur (1949)
- Médaille de la Résistance française

## Détail des fonctions et des mandats
- octobre 1945 - 27 mars 1949 : Conseiller général du canton de Darnétal
- 29 avril 1945 - 18 juillet 1971 : Maire de Darnétal
- 15 décembre 1952 - 1er décembre 1955 : Député de la Seine-Inférieure
- 27 février 1965 - 18 juillet 1971 : Conseiller général du canton de Darnétal